# Bataille de Toulouse (721)
Pour les articles homonymes, voir Bataille de Toulouse.
 (avril 2025).
Si vous disposez d'ouvrages ou d'articles de référence ou si vous connaissez des sites web de qualité traitant du thème abordé ici, merci de compléter l'article en donnant les références utiles à sa vérifiabilité et en les liant à la section « Notes et références ».
Invasion omeyyade en France
Batailles
La bataille de Toulouse se déroule le 9 juin 721 et voit la victoire du duché d'Aquitaine et de Vasconie sur le califat omeyyade. Cette victoire permet de briser le siège de Toulouse et d'arrêter momentanément les campagnes omeyyades en Europe de l'Ouest, jusqu'à une nouvelle offensive en 725 et la prise des villes de Carcassonne et Nîmes. 
Eudes d'Aquitaine inflige à Toulouse l'une des premières défaites aux forces arabo-musulmanes en Europe, après le siège de Constantinople de 717.

## Contexte
Après avoir conquis le royaume wisigoth, les Omeyyades, menés par le gouverneur d'Al-ʾAndalus As-Samḥ ibn Mālik Al-Ḫawlāniyy, mettent sur pied une armée afin de franchir les Pyrénées et conquérir la Septimanie et l'Aquitaine. Commencée en 719, la campagne est d'abord couronnée de succès avec la prise de Narbonne.   
Toulouse est assiégée en 721, et Eudes, le duc d'Aquitaine, part demander l'aide du Royaume franc, mais les Austrasiens sont engagés avec Charles Martel dans une guerre contre les Saxons, et restent sourds à ses appels. Eudes recrute donc des mercenaires vascons, des combattants en Neustrie et en Bourgogne. Trois mois plus tard, il revient briser le siège de Toulouse.

## Déroulement
Les Omeyyades, confiants en leur supériorité numérique, ne défendent que faiblement leur camp, et n'utilisent pas d'éclaireurs. L'effet de surprise est total et les Omeyyades sont encerclés par l'armée d'Eudes, qui les attaque par les flancs et leur inflige de lourdes pertes. As-Samḥ réussit à fuir avec quelques survivants, mais il est rattrapé et tué.

## Conséquences
C'est la seule victoire des Aquitains de ce temps connue avec certitude : les pertes omeyyades, qui auraient été comptées avec exactitude, s'élèvent à 3 750 morts.
Les razzias (raids militaires musulmans) se poursuivent cependant : Carcassonne et Nîmes sont prises en 725, et la ville d'Autun, pourtant très au Nord (397 km de Nîmes), est ravagée par l'un d'eux le 22 août de cette même année et ses populations sont mises en esclavage.
En 730, le gouverneur ʿAbd Ar-Raḥmān ibn ʿAbd Allāh Al-Ġāfiqiyy reconstruit une grande armée et se lance dans une expédition en terre franque, avec comme objectif principal la ville de Tours et la Basilique Saint-Martin, réputée très riche. Après quelques succès initiaux, il est arrêté par Charles Martel à la bataille de Poitiers.
Le poète languedocien Firmin Jaffus, en 1842, présente la défaite musulmane de Toulouse comme plus importante que celle de Poitiers, et la majorité des historiens[Qui ?] considère que sur le plan macro-historique, cette bataille est capitale, car elle donne à Charles Martel du temps pour consolider son pouvoir et bâtir l'armée de vétérans qui battra les Omeyyades à Poitiers. En effet, dans la décennie qui suit la bataille de Toulouse, Charles Martel n'hésite pas à saisir les propriétés de l'Église pour acheter des partisans et, après avoir consolidé son pouvoir et pacifié sa frontière nord par tous les moyens nécessaires (y compris la corruption dans certains cas[réf. nécessaire]), il peut financer son armée et se préparer à la prochaine campagne omeyyade. Cela lui vaut une grande inimitié de la part de l'Église, mais, après la bataille de Poitiers, Rome voit rapidement la nécessité de l'armée franque.